# 5X
200rononcé en anglais Five X, anciennement Carmen Maki and LAFF, est un groupe de heavy metal et hard rock japonais, originaire de Tokyo.

## Biographie
Le groupe Carmen Maki and LAFF (カルメン マキ and LAFF) est formé en 1981 autour de la chanteuse vétérante Carmen Maki (qui venait de sortir en solo un album de hard rock l'année précédente : Nightstalker) et du guitariste George Azuma. Il sort un album et un single cette année-là sur le label Kitty, de la maison de disque Universal Music Japan, avant de changer de label, de batteur et de nom, pour 5X l'année suivante. Les premiers membres reprennent le style musical de groupes comme Motörhead, Van Halen et AC/DC.
Le groupe Carmen Maki and LAFF est renommé 5X en 1981 à la suite de sa signature sur le label Toshiba EMI, et change également de batteur. Il est parfois appelé Carmen Maki's 5X, pour jouer sur la popularité de Carmen Maki et sa spécificité alors originale de chanteuse de metal. Le groupe connait le succès et marque la scène metal japonaise, mais se sépare en 1983 à la suite de problèmes de santé de Carmen Maki, après avoir sorti trois albums (dont un live) et deux singles.
Le guitariste George Azuma se tourne alors vers la production musicale, devenant un producteur reconnu dans le milieu. Carmen Maki recommencera à chanter en solo après dix ans de retrait. Azuma reforme 5X en 2003, vingt ans après sa séparation, mais avec une nouvelle chanteuse et un nouveau batteur à la suite des refus des membres originaux de revenir, et le groupe sort un nouvel album en 2006 sur un nouveau label.

## Membres

### Membres actuels
- George Azuma - guitare (1981–1983, depuis 2003)
- Kinta Moriyama - basse (1981–1983, depuis 2003)
- Miwa Saita - chant (depuis 2003)
- Mad Ohuchi - batterie (depuis 2003)

### Anciens membres
- Carmen Maki - chant (1981–1983)
- Jun Harada - batterie (1981–1983)